# Zbigniew Gutkowski
Zbigniew Gutkowski, ps. Gutek (ur. 24 czerwca 1973 w Gdańsku) – kapitan jachtowy, kapitan motorowodny, płetwonurek, radiooperator. Jest pierwszym w historii Polakiem, który wystartował w regatach okołoziemskich VELUX 5 Oceans Race (Rejs Roku – Srebrny Sekstant 2011) oraz Vendée Globe.

## Życiorys
W 1983 roku zaczął uprawiać żeglarstwo. W latach 1987-95 był członkiem kadry narodowej w klasie 470 reprezentującym barwy jachtklubu Stoczni Gdańskiej, w którym to zajmował czołowe lokaty na zawodach rangi Mistrzostw Polski. W 2000 roku wziął udział w regatach okołoziemskich The Race na jachcie typu maxi-katamaran Warta-Polpharma, jako kapitan wachtowy. W sezonie 2003-05 był członkiem ekipy Volkswagen Yacht Race Team, gdzie zajmował czołowe lokaty w Mistrzostwach Polski i innych regatach klasy 730. W 2004 uczestniczył w próbach bicia rekordu okołoziemskiego na jachcie Bank BPH klasy Volvo 60 i ustanowienia nowego na trasie Świnoujście – Gdynia. W 2005 roku Zbigniew Gutkowski brał udział w regatach Nokia OOPS Cup, jako skiper trimaranu klasy Orma 60 Bonduelle.
W sumie żeglarz na swym koncie ma starty w czołówce Mistrzostw Polski oraz zawodach formuły Match Racing-u i przebytych ok. 100 000 mil morskich.
W lipcu 2013 Fundacja na Rzecz Ratownictwa Specjalistycznego z Wykorzystaniem Psów „IRMA" przyznała Gutkowi tytuł honorowy Ambasadora Fundacji.

### Regaty okołoziemskie
Zbigniew Gutkowski wziął udział w rozgrywanych na przełomie 2010/11 okołoziemskich samotniczych regatach VELUX 5 Oceans Race. Regaty te składały się z pięciu etapów o łącznej długości 30 000 mil morskich. Gutek płynął jachtem klasy Eco 60 Operon Racing (POL-2, port macierzysty Sopot), najstarszą jednostką w stawce. Jacht w chwili wyścigu miał 19 lat a na swym koncie zwycięstwo w regatach Vendée Globe (skiper Alain Gautier) w ich drugiej edycji z lat 1992/1993.

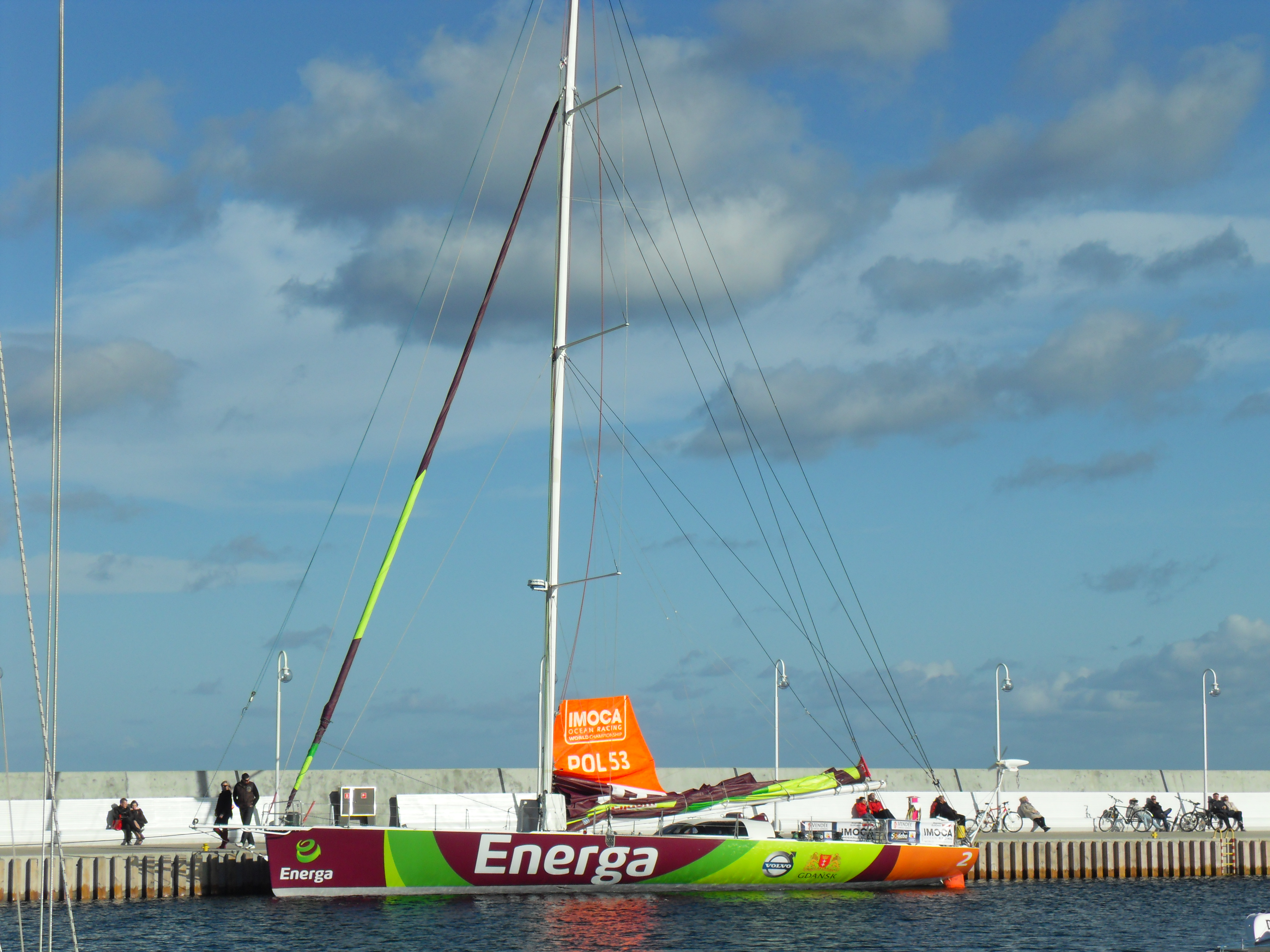
Jacht Energa w sopockiej marinie, przed startem w regatach Vendée Globe

W pierwszych trzech etapach Gutek zdobył drugie miejsce, mimo wielu problemów z jachtem – m.in. z kilem i bukszprytem, a także ze zdrowiem – pocięta głowa śmigłami generatora wiatrowego. Drugie miejsce w trzecim etapie zajął, wygrywając z trzecim Chrisem Stanmore-Majorem o zaledwie 40 sekund.
Podczas czwartego etapu ze względu na problemy z żaglami i swoje zdrowie – doznał kontuzji żebra – postanowił zawinąć do portu na przerwę techniczną, po której wyruszył do Charleston by nie utracić zbyt wiele punktów w klasyfikacji rejsu. Czwarty etap zakończył na 4. miejscu.
Metę piątego etapu z Charleston do La Rochelle przekroczył 28 maja, o godz. 15.07 na trzeciej pozycji.
W klasyfikacji generalnej zajął 2. miejsce. Jest pierwszym w Polakiem, który wziął udział w samotniczych regatach oceanicznych na trasie dookoła świata.
W 2012 roku Zbigniew Gutkowski jako pierwszy Polak wystartował w wyścigu Vendée Globe, samotnych regatach okołoziemskich bez zawijania do portów i bez pomocy z zewnątrz.
Gutkowski wycofał się z regat w 12. dniu wyścigu ze względu na trwałą awarię oprogramowania autopilota zagrażającą bezpieczeństwu żeglugi.
W 2013 roku wystartował do pobicia rekordu Północnego Atlantyku na trasie New York – Lizard UK.  Czas 8 dni 18 godzin 45 minut. Drugi wynik w historii samotnych żeglarzy.

## Życie prywatne
Mąż Elizy, ojciec Zuzanny.